# 高圧ガス保安協会規則
高圧ガス保安協会規則（こうあつがすほあんきょうかいきそく、昭和41年5月25日通商産業省令第55号）は、高圧ガス保安協会の活動について定めた通商産業省令である。
高圧ガス保安法に基づき定められたものである。